# Arbutus ×andrachnoides
Espèce
Classification phylogénétique
Arbutus ×andrachnoides est une espèce de plante à fleurs de la famille des Ericaceae. Il s'agit d'un arbousier hybride entre l'arbousier commun (Arbutus unedo) et l'arbousier de Chypre (Arbutus andrachne).